# Dvärgblylav
Dvärgblylav (Parmeliella parvula) är en lavart som beskrevs av P. M. Jørg. Dvärgblylav ingår i släktet Parmeliella och familjen Pannariaceae.  Arten är reproducerande i Sverige. Inga underarter finns listade i Catalogue of Life.